# Days Creek
Days Creek az Amerikai Egyesült Államok északnyugati részén, Oregon állam Douglas megyéjének déli részén, a 227-es út mentén, a Days patak és a Déli-Umpqua-folyó találkozásánál, Canyonville-től 11 -re keletre elhelyezkedő statisztikai település. A 2010. évi népszámláláskor 272 lakosa volt. Területe 6,1 km², melynek 100%-a szárazföld.
A közösség nevét az 1851-ben letelepedő Patrick és George Day után elkeresztelt helyi patakról kapta. Az 1878-ban megalapított postahivatal Day’s Creek néven működött, majd 1890 körül vette fel mai nevét.

## Éghajlat
A város éghajlata a Köppen-skála szerint mediterrán (Csb-vel jelölve). A legcsapadékosabb hónap december, a legszárazabb pedig július. A legmelegebb hónap július és augusztus, a leghidegebb pedig december.
| Hónap                         | Jan.  | Feb.  | Már.  | Ápr.  | Máj. | Jún. | Júl. | Aug. | Szep. | Okt. | Nov.  | Dec.  | Év    |
| ----------------------------- | ----- | ----- | ----- | ----- | ---- | ---- | ---- | ---- | ----- | ---- | ----- | ----- | ----- |
| Rekord max. hőmérséklet (°C)  | 21,7  | 26,7  | 29,4  | 34,4  | 41,1 | 39,4 | 42,2 | 43,3 | 42,2  | 38,9 | 25,6  | 23,3  | 43,3  |
| Átlagos max. hőmérséklet (°C) | 10,6  | 12,8  | 15,0  | 17,8  | 21,7 | 25,0 | 29,4 | 30,0 | 27,2  | 20,6 | 12,8  | 8,9   | 19,4  |
| Átlaghőmérséklet (°C)         | 6,4   | 7,5   | 9,2   | 11,4  | 14,8 | 17,5 | 20,8 | 20,8 | 17,8  | 13,1 | 8,6   | 6,1   | 12,9  |
| Átlagos min. hőmérséklet (°C) | 2,2   | 2,2   | 3,3   | 5,0   | 7,8  | 10,0 | 12,2 | 11,7 | 8,3   | 5,6  | 4,4   | 2,2   | 6,3   |
| Rekord min. hőmérséklet (°C)  | −19,4 | −13,3 | −11,1 | −12,8 | −2,3 | 1,7  | 2,8  | 3,9  | −1,1  | −8,3 | −10,6 | −16,1 | −19,4 |
| Átl. csapadékmennyiség (mm)   | 112   | 91    | 82    | 60    | 47   | 24   | 8    | 10   | 19    | 54   | 131   | 154   | 792   |
| Forrás: The Weather Channel   |       |       |       |       |      |      |      |      |       |      |       |       |       |

## Népesség
A 2010-es népszámláláskor  272 lakója, 120 háztartása és 85 családja volt. A népsűrűség 44,6 fő/km2. A lakóegységek száma 135, sűrűségük 23,1 db/km2. A lakosok 94,9%-a fehér,  0,7%-a indián, 0,7%-a ázsiai,  0,7%-a egyéb, 2,9%-a pedig kettő vagy több etnikumú. A spanyol vagy latino származásúak aránya 4,8% (1,5% mexikói,   3,3% egyéb spanyol vagy latino származású.)
A háztartások 12,5%-ában élt 18 évnél fiatalabb. 55% házas, 10% egyedülálló nő, 5,8% egyedülálló férfi, 29,2% pedig nem család. 20% egyedül élt; 10%-uk 65 éves vagy idősebb. Egy háztartásban átlagosan 2,27 személy élt; a családok átlagmérete 2,51 fő.
A medián életkor 53,4 év volt. Lakóinak 12,5%-a 18 évesnél fiatalabb, 4,4% 18 és 24 év közötti, 12,5%-uk 25 és 44 év közötti, 41,9%-uk 45 és 64 év közötti, 23,9%-uk pedig 65 éves vagy idősebb. A lakosok 49,6%-a férfi, 50,4%-a pedig nő.

## Fordítás
Ez a szócikk részben vagy egészben  a   Days Creek, Oregon című angol Wikipédia-szócikk ezen változatának fordításán alapul.  Az eredeti cikk szerkesztőit annak laptörténete sorolja fel. Ez a jelzés csupán a megfogalmazás eredetét és a szerzői jogokat jelzi, nem szolgál a cikkben szereplő információk forrásmegjelöléseként.